# Dichelus denticeps
Dichelus denticeps är en skalbaggsart som beskrevs av Christian Rudolph Wilhelm Wiedemann 1821. Dichelus denticeps ingår i släktet Dichelus och familjen Melolonthidae. Inga underarter finns listade i Catalogue of Life.